# Mike Ditka
Michael Keller Ditka (nascido Michael Dyczko; 18 de outubro de 1939) é um ex-jogador, treinador e atualmente comentarista de futebol americano. Um membro do College Football (1986) e do Pro Football Hall of Fame (1988), ele foi o Novato do Ano de 1961 da UPI, uma seleção pro Pro Bowl cinco vezes e pro All-Pro cinco vezes. Ele jogava como tight end no Chicago Bears, Philadelphia Eagles e Dallas Cowboys da National Football League (NFL).
Ele foi um campeão da NFL com o Bears de 1963 e é tricampeão do Super Bowl: Como jogador no Super Bowl VI e como assistente técnico dos Cowboys no Super Bowl XII e como treinador dos Bears no Super Bowl XX. Ele foi nomeado para a equipe de todos os tempos dos 50º e 75º anos da NFL.
Como treinador dos Bears por 11 anos, ele foi duas vezes o treinador do ano da AP e da UPI (1985 e 1988). Ele também treinou o New Orleans Saints por três anos.
Ditka e Tom Flores são as únicas pessoas a ganhar um título da NFL como jogador, assistente técnico e treinador. Ditka, Flores, Gary Kubiak e Doug Pederson também são as únicas pessoas na história moderna da NFL a vencer um campeonato como técnico principal de um time que ele jogou anteriormente. Ditka é a única pessoa a participar nos dois últimos campeonatos do Chicago Bears, como jogador em 1963 e treinador principal em 1985.
Ele é conhecido pelo apelido de "Iron Mike", que ele disse que vem de ele ter nascido e crescido em uma cidade de aço na Pensilvânia.

## Primeiros anos
Ditka nasceu como Michael Dyczko na cidade de Carnegie, Pensilvânia, em 18 de outubro de 1939. O filho mais velho de Charlotte e Mike Ditka Sr., ele cresceu na vizinha Aliquippa com os irmãos Ashton, David e Mary Ann. Seu pai, um soldador, era um dos três irmãos de uma família polonesa e ucraniana na área de mineração de carvão e fabricação de aço no oeste da Pensilvânia. Sua ascendência do lado de sua mãe é irlandesa e alemã. O sobrenome ucraniano "Dyczko" era difícil de pronunciar em sua cidade natal, então o nome da família foi mudado para "Ditka". Ditka frequentou a escola de St. Titus.
Ditka era uma estrela de três esportes na Aliquippa High School. Ditka esperava escapar dos empregos na indústria de sua cidade natal, freqüentando a faculdade com uma bolsa de estudos de futebol americano. Planejando se tornar um dentista, ele foi recrutado por Notre Dame, Penn State e University of Pittsburgh.

## Carreira universitária
Ditka frequentou a Universidade de Pittsburgh de 1958 até 1960, onde também se tornou membro da Fraternidade Sigma Chi. Ele era um atleta de três esportes em Pitt, também jogando beisebol e basquete. Ele foi titular em todas as três temporadas, também atuando como punter da equipe. 
Ditka foi consagrado no College Football Hall of Fame em 1968.

## NFL

### Carreira como jogador

#### Chicago Bears
O Chicago Bears selecionou Ditka como a quinta escolha no Draft da NFL de 1961. Ele assinou com os Bears e sua presença foi imediatamente sentida. 
Em sua primeira temporada, Ditka teve 58 recepções, introduzindo uma nova dimensão a posição de Tight end que anteriormente havia sido dedicada ao bloqueio. Ele também marcou 12 touchdowns, que foi o maior número por um novato dos Bears. Seu sucesso lhe rendeu o prêmio de Novato do Ano.
Ele continuou a jogar pelos Bears pelos próximos cinco anos, ganhando uma viagem ao Pro Bowl a cada temporada. Ele jogou no time campeão de 1963. Muitos dos jogadores daquele time, incluindo Ditka, foram recrutados pelo assistente técnico George Allen, um futuro membro do Hall da Fama, que estava no comando dos drafts dos Bears. 
Ditka está em primeiro lugar entre os tight ends e em quarto na história do Bears, com 4.503 jardas e quinto lugar em recepções (316) e touchdown (34).

#### Philadelphia Eagles e Dallas Cowboys
Ditka foi negociado para o Philadelphia Eagles em 1967, onde passou duas temporadas, antes de ser enviado para o Dallas Cowboys em 1969. Ele usava o número 98 em seu primeiro ano com os Eagles. Ele então mudou de volta para o seu habitual 89.
Ele passou quatro temporadas com os Cowboys, com destaque para uma recepção de touchdown na vitória dos Cowboys por 24-3 contra o Miami Dolphins no Super Bowl VI. Ele é o único técnico da história do Super Bowl a marcar um touchdown em um Super Bowl como jogador.

### Carreira de treinador
Aposentando-se após a temporada de 1972, Ditka foi imediatamente contratado como assistente técnico pelo treinador dos Cowboys, Tom Landry. Ditka passou nove temporadas como assistente técnico dos Cowboys. Durante o seu mandato, o Cowboys foi para os playoffs oito vezes, ganhou seis títulos de divisão, três NFC Championships e uma vitória no Super Bowl em 1977.
Enquanto trabalhava com os Cowboys, Ditka enviou uma carta para George Halas, seu ex-treinador que ainda era dono do Chicago Bears. Na carta, Ditka disse que gostaria de voltar a Chicago e ser o treinador dos Bears "quando estivesse pronto". Enquanto isso, os Cowboys continuaram a ganhar jogos, apesar de não terem vencido outro Super Bowl, enquanto Ditka estava lá. Seu último jogo com o Cowboys foi o NFC Championship Game de 1981, onde o time perdeu para o San Francisco 49ers.

#### Chicago Bears
Depois de demitir o técnico Neill Armstrong após a temporada de 1981, Halas decidiu aceitar Ditka e contratou-o para se tornar o treinador da equipe na temporada de 1982. Embora os Bears tivessem ido para os playoffs sob o comando de Armstrong e seu predecessor Jack Pardee, essas foram as duas únicas temporadas vencedoras desde a aposentadoria de Halas como técnico e ele estava procurando por um técnico que traria os Bears de volta à proeminência. Pouco depois de sua contratação, conforme relatado por Mike Singletary em 2006, Ditka convocou uma reunião de equipe. Na reunião, ele avisou que a equipe teria dificuldades, mas se eles estivessem todos dispostos a trabalhar duro para ele e ficar com ele, Ditka prometeu uma viagem ao Super Bowl dentro de três temporadas. Especificamente, Ditka disse: "Dê-me três anos e, se você for comigo, chegaremos ao baile".
Em sua terceira temporada, Ditka liderou os Bears para o NFC Championship Game, onde os Bears foram derrotados pelos vencedores do Super Bowl, San Francisco 49ers. No ano seguinte, a carreira de treinador de Ditka atingiu seu auge em 26 de janeiro de 1986, com uma vitória por 46-10 sobre o New England Patriots no Super Bowl XX no Louisiana Superdome em Nova Orleans, Louisiana. Ditka afirmou que um dos seus maiores arrependimentos na vida não foi deixar Walter Payton marcar um touchdown no Super Bowl, optando por Jim McMahon duas vezes e William "The Refrigerator" Perry uma vez.
Em 1985, Ditka liderou os Bears para um recorde de 15-1 e foi nomeado treinador da NFL do ano pela Associated Press após a temporada regular. Os comentaristas de futebol consideram amplamente a defesa do Bears de 1985 como uma das melhores de todos os tempos. Foi idealizado pelo coordenador defensivo Buddy Ryan, com pouca supervisão de Ditka; na verdade, Ditka e Ryan tinham uma relação bastante antagônica desde a contratação de Ditka, já que Ryan, que já estava na equipe técnica quando Ditka se juntou ao Bears, sentiu que deveria ter sido promovido à posição de treinador principal. Embora os dois continuassem a trabalhar juntos, o relacionamento continuou a se deteriorar e com a derrota dos Bears contra o Miami Dolphins que resultou na única derrota da equipe, Ryan finalmente rebateu após Ditka, como contou em 2006 para a NFL Network, disse-lhe que o esquema defensivo não estava funcionando. Os dois começaram a dar socos uns aos outros e tiveram que se separar, Ditka disse que a relação naquele momento se tornava irrecuperável. Em um gesto incomum, após a vitória do Bears no Super Bowl, os jogadores levaram Ryan e Ditka para fora do campo. Além disso, os Chicago Bears de 1985 são uma das poucas equipes a desafiar consistentemente os invictos Dophins de 1972 para o título não oficial de "Greatest NFL Team of All-Time". A série da NFL Network America's Game classificou o Bears de 1985 como o segundo melhor campeão do Super Bowl de todos os tempos.
Buddy Ryan saiu em 1986 para se tornar o treinador principal do Philadelphia Eagles. Quando perguntado se ele estava feliz com a saída, Ditka respondeu que ele não estava feliz, mas "exultante". Em 1986, 1987 e 1988, os Bears venceram a Divisão Central e ganhou o direito de jogar três jogos em casa nos playoffs. O primeiro desses anos viu os Bears terminar a temporada regular com um recorde de 14-2 mas perderem para o Washington Redskins em seu primeiro jogo nos playoffs. No ano seguinte, os Bears terminaram em segundo no NFC com um recorde de 11-4, mas foram novamente derrotados pelos Redskins. Os Bears terminaram com um recorde de 12-4 em 1988 e conseguiram uma vantagem em casa, eles derrotaram os Eagles de Ryan no Fog Bowl em seu primeiro jogo nos playoffs. No entanto, a equipe foi derrotada pelos 49ers no NFC Championship Game.
Ditka sofreu um ataque cardíaco durante a temporada de 1988 e era esperado que perdesse grande parte da temporada, mas ele ficou de lado como um "conselheiro" na semana seguinte e de volta ao cargo semana seguinte. Ele levou os Bears para um recorde de 12-4 e recebeu seu segundo prêmio de Treinador do Ano da AP.
Os Bears começaram 4-0 em 1989, mas uma série de derrotas no último segundo levou a um colapso completo no final da temporada, com os Bears terminando com um recorde de 6-10. Os Bears se uniram para vencer uma fraca Divisão Central em 1990 e voltar aos playoffs como wild card em 1991, mas foram eliminados de forma convincente nas primeiras rodadas. Depois de cair para 5-11 na temporada de 1992, os Bears demitiram Ditka. Suas 106 vitórias são a segunda maior marca na história dos Bears, atrás apenas de Halas.
Em 9 de dezembro de 2013, o número 89 de Ditka nos Bears foi aposentado em uma cerimônia durante o Monday Night Football, em Chicago, quando o Bears enfrentou o Dallas Cowboys, para quem Ditka também jogou e trabalhou como assistente técnico do time. "Obrigado, obrigado, obrigado, e vai Bears!" Ditka disse à multidão.

#### New Orleans Saints
Em 1997, Ditka foi contratado como treinador principal do New Orleans Saints. Depois de terminar suas duas primeiras temporadas com 6-10, Ditka foi duramente criticado pela negociação de todos as escolhas de draft de 1999 (mais sua primeira rodada no draft de 2000) ao Washington Redskins para subir no draft e selecionar o RB de Texas, Ricky Williams. A troca foi ainda mais ridicularizado por causa de uma capa de revista em que Ditka posou com Williams, que estava usando um vestido de noiva.
A temporada de 1999 provou ser a pior temporada da carreira de treinador de Ditka e suas frustrações foram mostradas na mídia local. Depois de um treino de fim de temporada com a equipe tendo um recorde de 2-7, Ditka foi muito brusco e desprezou os repórteres que ele achava que estavam fazendo perguntas estúpidas e foi perguntado por um deles por que ele estava de mau humor. Ditka respondeu perguntando ao repórter: "Você se importa?" Quando o repórter tentou responder, ele disse: "se você tivesse 2-7, estaria de mau humor também". Pouco tempo depois, Ditka se afastou dos repórteres e partiu.
O ponto baixo da temporada veio três semanas depois, em uma derrota para os Falcons. Ditka entrou na coletiva de imprensa pós-jogo aparecendo emocionalmente exausto e disse que achava melhor que os Saints contratassem outra pessoa para treinar o time. Ditka alegou que "não podia mais", e disse aos repórteres que "Deus coloca pessoas em lugares por razões e ele provavelmente me colocou aqui para ser humilhado. Eu mereço isso". Ele disse que estava inclinado a deixar os Saints, mas que esperaria até depois da temporada para fazê-lo, a menos que acreditasse que o time já estava inclinado a demiti-lo. Quando perguntado se ele acreditava que a equipe desistiu dele, Ditka disse que não acreditava nisso, dizendo que era sua responsabilidade ter a equipe pronta para jogar e que ele havia "falhado" naquele papel. Depois de mais algumas perguntas, Ditka se afastou dos repórteres e classificou todo o exercício de "bobo".
Ditka foi demitido no final da temporada, juntamente com o gerente geral da equipe, Bill Kuharich e toda a sua equipe de treinamento.
Ao longo de um total de 14 temporadas como treinador principal, Ditka acumulou um recorde de temporada regular de 121-95 e um recorde de pós-temporada de 6-6.

### Hall da Fama
Em 1988, seu temível bloqueio e 427 recepções de carreira para 5.812 jardas e 43 touchdowns lhe renderam a honra de ser o primeiro tight end a ser introduzido no Hall da Fama do Pro Football. Ditka também marcou dois touchdowns em recuperações de fumble ofensivas, empatando com outros sete jogadores na lista de maiores na NFL. Em 1999, foi classificado em 90º na lista dos 100 Maiores Jogadores de Futebol da Sporting News.

## Recorde como treinador principal
| Time      | Ano       | Temporada regular | Temporada regular | Temporada regular | Temporada regular  | Pós-Temporada | Pós-Temporada | Pós-Temporada                                              |
| Time      | Ano       | Vitória           | Derrota           | Empate            | Classificação      | Vitória       | Derrota       | Resultado                                                  |
| --------- | --------- | ----------------- | ----------------- | ----------------- | ------------------ | ------------- | ------------- | ---------------------------------------------------------- |
| CHI       | 1982      | 3                 | 6                 | 0                 | 12th na NFC        | —             | —             | —                                                          |
| CHI       | 1983      | 8                 | 8                 | 0                 | 3rd na NFC Central | —             | —             | —                                                          |
| CHI       | 1984      | 10                | 6                 | 0                 | 1st na NFC Central | 1             | 1             | Perdeu para o San Francisco 49ers no NFC Championship Game |
| CHI       | 1985      | 15                | 1                 | 0                 | 1st na NFC Central | 3             | 0             | Campeão do Super Bowl XX                                   |
| CHI       | 1986      | 14                | 2                 | 0                 | 1st na NFC Central | 0             | 1             | Perdeu para o Washington Redskins no Divisional Round      |
| CHI       | 1987      | 11                | 4                 | 0                 | 1st na NFC Central | 0             | 1             | Perdeu para o Washington Redskins no Divisional Round      |
| CHI       | 1988      | 12                | 4                 | 0                 | 1st na NFC Central | 1             | 1             | Perdeu para o San Francisco 49ers no NFC Championship Game |
| CHI       | 1989      | 6                 | 10                | 0                 | 4th na NFC Central | —             | —             | —                                                          |
| CHI       | 1990      | 11                | 5                 | 0                 | 1st na NFC Central | 1             | 1             | Perdeu para o New York Giants no Divisional Round          |
| CHI       | 1991      | 11                | 5                 | 0                 | 2th na NFC Central | 0             | 1             | Perdeu para o Dallas Cowboys no Wild Card                  |
| CHI       | 1992      | 5                 | 11                | 0                 | 4th na NFC Central | —             | —             | —                                                          |
| CHI total | CHI total | 106               | 62                | 0                 |                    | 6             | 6             |                                                            |
| NO        | 1997      | 6                 | 10                | 0                 | 4th in NFC West    | —             | —             | —                                                          |
| NO        | 1998      | 6                 | 10                | 0                 | 3rd in NFC West    | —             | —             | —                                                          |
| NO        | 1999      | 3                 | 13                | 0                 | 5th in NFC West    | —             | —             | —                                                          |
| NO total  | NO total  | 15                | 33                | 0                 |                    | —             | —             |                                                            |
| Total     | Total     | 121               | 95                | 0                 |                    | 6             | 6             |                                                            |

## Carreira na mídia
Quase imediatamente após sua demissão dos Bears em 1992, Ditka assumiu um cargo na NBC, trabalhando como analista na NFL Live e como comentarista de várias outras transmissões da NBC. Depois de ser demitido pelos Saints, Ditka ingressou na CBS Sports, passando as temporadas de 2000 e 2001 como analista de estúdio no The NFL Today. Atualmente, ele é comentarista da NFL Live, da ESPN, do programa Sunday NFL Countdown, da ESPN, e do programa de antes do Monday Night Football, da CBS Radio-Westwood One. Em seu programa de rádio, Ditka é chamado de "America's Coach" pelo conhecido parceiro Jim Gray. 
Começando em 2006, Ditka apareceu em um programa de rádio de Seattle, "Groz with Gas" no 950 KJR-AM Seattle, nas tardes de quinta-feira com Dave Grosby e Mike Gastineau. Ditka aparece regularmente na estação de rádio de Chicago, a ESPN 1000 (WMVP-AM), frequentemente transmitindo nas manhãs de quinta-feira de um de seus restaurantes, juntamente com os anfitriões da ESPN 1000, Marc Silverman e Tom Waddle.
Em março de 2016, a ESPN e Ditka anunciaram que se mudariam para o Sportscenter para análise de transmissão remota, já que Ditka não gostava da longa jornada de sua casa para o estúdio. Esse novo papel permite que ele fique em casa, enquanto ainda mantém um papel de analista na rede.

## Outros empreendimentos
Em 1991, Ditka cooperou com a Accolade para produzir o jogo de computador chamado "Mike Ditka's Ultimate Football"  e o jogo "Mike Ditka Power Football", da Sega Mega Drive. Em 1995, Ditka estrelou como treinador de futebol em um videogame full-motion chamado "Quarterback Attack com Mike Ditka", lançado para Sega Saturn, PC e 3DO. O Quarterback Attack foi relançado para o Itunes em dezembro de 2016.
Ditka apareceu como ele mesmo no episódio 271 e final da série de TV americana, Cheers. Ditka também apareceu como ele mesmo no programa "According to Jim", no episódio "Cars & Chicks". Ditka apareceu em vários anúncios da Montgomery Ward no início dos anos 90, promovendo seu departamento de eletrônicos e eletrodomésticos, conhecido como Electric Avenue.
Ditka cantou "Take Me Out to the Ball Game" durante um jogo do Chicago Cubs no Wrigley Field em 1998, a primeira temporada após a morte de Harry Caray, que já havia liderado a música. O blogueiro do Chicago Now, Marcus Leshock, ridicularizou a performance, dizendo que Ditka era "o pior cantor de 7ª entrada da história".
Ditka foi introduzido no National Sports-Hall da Fama Polonesa-Americana em 2001.
Ditka também fez participações especiais em shows do L.A. Law no Saturday Night Live, bem como no 3rd Rock from the Sun. Em 2005, Ditka teve um papel importante na comédia Kicking & Screaming, interpretando a si mesmo; ele foi recrutado pelo personagem de Will Ferrell para ser um treinador de futebol americano.
Na primavera de 2007, Ditka trabalhou ao lado da X Management e da Geneva Hospitality para formar a Mike Ditka Resorts, atualmente formada por dois resorts na área de Orlando, Flórida. Ditka possui uma cadeia de restaurantes, "Ditka's", em Illinois e em Pittsburgh.
Ditka era co-proprietário do Chicago Rush, um time da Arena Football League. Em agosto de 2011, relatos da mídia observaram que Ditka seria um investidor financeiro para a nova Elite Football League of India, uma liga de futebol americano na Índia.
Em 2012, Ditka fez uma parceria com a Terlato Wines para produzir sua própria coleção de vinhos, produzidos na Califórnia. A parceria resultou de uma amizade de 20 anos entre Ditka e Bill Terlato e seu amor compartilhado por esportes, comida e vinho. Os primeiros Mike Ditka Wines foram lançados no outono de 2012, incluindo oito selos destacando sua carreira: "The Player" (2011 Pinot Grigio e 2010 Merlot), "The Coach" (2011 Sauvignon Blanc e 2010 Cabernet Sauvignon), "The Hall of Famer" (2011 Chardonnay e 2011 Pinot Noir), e "The Restaurateur" par que inclui "The Icon"(2010 Cabernet Sauvignon) e "The Champion "(2010 Red Blend)." No mesmo ano, Ditka fez uma parceria com a Charutos Camacho e produziu uma linha de charutos chamada "The Mike Ditka Kickoff Series". Esses charutos são nomeados para destacar os marcos da carreira do técnico Ditka: "The Player", The Coach "e" The Hall of Famer ". Todos esses charutos são produzidos em Honduras.
Em 2013, Ditka e a Vienna Beef formaram uma parceria para criar as salsichas Ditka, que terão oito polegadas de comprimento e um terço de peso. Os dois tipos são "Hot Beef Polish Sausage" e "Chicken Sausage with Mozzarella e Sun-Dried Tomatoes".
Também em 2013, Ditka e Jim McMahon, ex-quarterback dos Bears, são apresentados em uma nova série de comerciais para o varejista on-line, Overstock.com.
Em 2014, Ditka e a Resultly se associaram para apresentar seu perfil e coleções de produtos. O perfil de Ditka é apresentado no Resultly e ele interage regularmente com os usuários sobre as coleções que ele cria de seus itens favoritos em toda a web.
Em 2015, Ditka fez vários anúncios de televisão para o McDonald's.

## Vida pessoal
Durante a temporada de 1985, ele foi preso na Interstate 294, perto do Aeroporto Internacional O'Hare, e mais tarde condenado por DUI depois de retornar de um jogo contra o San Francisco 49ers.
No meio de uma temporada de sucesso de 1988, ele sofreu um ataque cardíaco, mas se recuperou rapidamente. Em novembro de 2012, ele sofreu um pequeno derrame em um clube de campo suburbano de Chicago. No final do dia, Ditka relatou que estava se sentindo "bem agora e não é grande coisa".
Ele é católico romano praticante e membro dos Cavaleiros de Colombo.
Em 23 de novembro de 2018, Ditka foi hospitalizado em Nples, Flórida, após sofrer um ataque cardíaco enquanto jogava golfe.

### Ideologia política
Ditka é conhecido por suas opiniões conservadoras. Em julho de 2004, Ditka, autodenominado "ultra ultra-ultraconservador", estaria considerando concorrer contra o candidato democrata, o senador estadual Barack Obama, por uma vaga no Senado dos EUA na eleição de 2004. O assento estava sendo desocupado por Peter Fitzgerald e Líderes políticos locais e nacionais, se encontraram com Ditka em um esforço para persuadi-lo a preencher o lugar. Em 14 de julho, no entanto, Ditka anunciou que não procuraria a indicação, citando considerações pessoais e comerciais. Sua esposa foi contra a corrida e ele opera uma cadeia de restaurantes.
Em contraste com as posições acima mencionadas, Ditka apareceu em um anúncio durante a eleição governamental de Illinois em 2010 para apoiar o governador democrata Pat Quinn. No anúncio, Ditka afirmou que, "Fazer o que é certo para as pessoas que o colocam no cargo é mais importante do que o que você pode fazer por si mesmo no cargo... e acho que ele fará isso. Acho que ele entende isso e eu acho que ele é uma boa pessoa". Quinn, na época, estava em uma disputa apertada contra o senador estadual, Bill Brady. Quinn iria derrotar por pouco Brady. Quatro anos depois, em 2014, Ditka apareceu em um anúncio de campanha na televisão para o desafiante republicano de Quinn, Bruce Rauner, que derrotou Quinn nas eleições gerais.
Em outubro de 2011, Ditka e a equipe de 1985 foram à Casa Branca depois que eles não compareceram em 1986 devido ao desastre do Ônibus Espacial Challenger. Ele apresentou ao presidente Obama uma camisa do Chicago Bears com o número 85, com "Obama" nas costas.
Ditka foi um defensor vocal da campanha eleitoral de Donald Trump, dizendo "Eu apoio Trump em tudo."
Alguns dos comentários de Ditka, principalmente sobre os protestos do hino nacional do ex-quarterback do San Francisco 49ers, Colin Kaepernick, geraram controvérsia devido à posição de Ditka com a ESPN. Sob a nova política de mídia social da rede (implementada no final de 2017 após a demissão de Curt Schilling e Jemele Hill), Ditka deve se abster de fazer declarações controversas, mas fez uma série de comentários no final de 2017 que geraram críticas generalizadas. Em uma entrevista em setembro com uma emissora de rádio de Dallas, Ditka criticou os protestos de Kaepernick, dizendo: "Eu acho que é um problema. Qualquer um que desrespeite este país e a bandeira. Se eles não gostam do país, dêem o fora." Na mesma entrevista, Ditka desprezou as questões sociais nos Estados Unidos, dizendo: "Eu não vejo todas as atrocidades acontecendo neste país que as pessoas dizem que estão acontecendo, eu vejo oportunidades se as pessoas querem procurar por oportunidades - agora se elas não querem procurar - então você pode encontrar problemas com qualquer coisa, mas esta é a terra da oportunidade, porque você pode ser o que quiser se trabalhar. Se você não trabalha, isso é um problema diferente"

A observação mais polêmica de Ditka veio em outubro durante um show de pré-jogo de Bears / Vikings, quando ele disse não acreditar que houvesse qualquer opressão nos EUA nos últimos 100 anos: "Não houve opressão nos últimos 100 anos que eu conheço. Talvez eu não esteja observando com tanto cuidado quanto as outras pessoas." Ditka foi imediatamente criticado por seus comentários de várias fontes, incluindo o ex-astro do New York Jets, Joe Namath, que disse que Ditka precisava "procurar o significado da opressão. Procure a definição de opressão, e você entende que isso obviamente aconteceu ". A NFL se distanciou dos comentários de Ditka, dizendo: "Todo mundo tem direito a uma opinião. A liga não expressaria essa opinião, em qualquer extensão da imaginação." Ditka rapidamente esclareceu seus comentários em um comunicado, pedindo desculpas a qualquer um que tenha sido ofendido por seus comentários: "A caracterização da declaração que eu fiz não reflete o contexto da pergunta que eu estava respondendo e certamente não reflete minhas opiniões ao longo da minha vida. Eu tenho visto absolutamente opressão na sociedade nos últimos 100 anos e sou completamente intolerante com qualquer discriminação”.